# Тайрік Еванс
Тайрік Еванс (англ. Tyreke Evans; 19 вересня 1989) — американський професійний баскетболіст. Позиція — захисник. Вибраний під 4 номером на драфті 2009 клубом «Сакраменто Кінґс».

## Кар'єра у НБА
У грудні 2009 Еванс був названий новачком місяця. У січні 2010 Еванс був названий новачком місяця вдруге поспіль.
12 лютого 2010 Еванс став найціннішим гравцем гри новачків НБА.
11 березня 2010 Еванс записав у свій актив перший трипл-дабл — він набрав за гру 19 очок, 10 підбирань та 10 результативних передач.
За підсумками сезону 2009-10 Еванса було названо новачком року НБА. Еванс став четвертим новачком в історії НБА, котрий набирав у дебютному сезоні в середньому не менше 20 очок, 5 підбирань та 5 результативних передач.
21 січня 2011 Еванс встановив особистий рекорд результативності — 35 очок за гру.

### Статистика кар'єри в НБА

#### Регулярний сезон
| Сезон   | Команда             | GP  | GS  | MPG  | FG%  | 3P%  | FT%  | RPG | APG | SPG | BPG | PPG  |
| ------- | ------------------- | --- | --- | ---- | ---- | ---- | ---- | --- | --- | --- | --- | ---- |
| 2009–10 | Сакраменто Кінґс    | 72  | 72  | 37.2 | .458 | .255 | .748 | 5.3 | 5.8 | 1.5 | .4  | 20.1 |
| 2010–11 | Сакраменто Кінґс    | 57  | 53  | 37.0 | .409 | .291 | .771 | 4.8 | 5.6 | 1.5 | .5  | 17.8 |
| 2011–12 | Сакраменто Кінґс    | 63  | 61  | 34.3 | .453 | .202 | .779 | 4.6 | 4.5 | 1.3 | .5  | 16.5 |
| 2012–13 | Сакраменто Кінґс    | 65  | 61  | 31.0 | .478 | .338 | .775 | 4.4 | 3.5 | 1.4 | .4  | 15.2 |
| 2013–14 | Нью-Орлінс Пеліканс | 72  | 22  | 28.2 | .436 | .221 | .771 | 4.7 | 5.0 | 1.2 | .3  | 14.5 |
| 2014–15 | Нью-Орлінс Пеліканс | 79  | 76  | 34.1 | .447 | .304 | .694 | 5.3 | 6.6 | 1.3 | .5  | 16.6 |
| 2015–16 | Нью-Орлінс Пеліканс | 25  | 25  | 30.6 | .433 | .388 | .796 | 5.2 | 6.6 | 1.3 | .3  | 15.2 |
| Кар'єра |                     | 433 | 370 | 33.4 | .446 | .288 | .757 | 4.9 | 5.3 | 1.3 | .4  | 16.7 |

#### Плей-оф
| Сезон   | Команда             | GP | GS | MPG  | FG%  | 3P%  | FT%  | RPG | APG | SPG | BPG | PPG  |
| ------- | ------------------- | -- | -- | ---- | ---- | ---- | ---- | --- | --- | --- | --- | ---- |
| 2015    | Нью-Орлінс Пеліканс | 4  | 4  | 31.3 | .326 | .182 | .588 | 5.0 | 5.0 | 1.3 | .3  | 10.0 |
| Кар'єра |                     | 4  | 4  | 31.3 | .326 | .182 | .588 | 5.0 | 5.0 | 1.3 | .3  | 10.0 |